# Моторин, Иван Фёдорович
Ива́н Фёдорович Мото́рин (также Мато́рин; ок. 1660 — 17 августа 1735) — русский литейщик, колокольных и артиллерийских дел мастер. Представитель известной династии колокольных мастеров Моториных. Под его руководством велись работы по изготовлению Царь-колокола.

## Биография
Иван Моторин родился в семье московского литейного мастера Фёдора Моторина, имевшего собственное литейное предприятие. На нём Иван овладел навыками и опытом литейного дела. В 1690-е годы он был уже известным мастером-литейщиком и владел в Пушкарской слободе Земляного города разросшимся литейным заводом, унаследованным от отца. По заказам, поступавшим от различных московских церквей и монастырей, на заводе отливались колокола разной величины и веса.
После поражения в битве при Нарве 1700 года и связанных с ним потерь в артиллерии, Пётр I заказал Моторину в кратчайшие сроки отливку 115 бронзовых орудийных стволов, что было безукоризненно исполнено.
В 1702 году Иван Моторин отлил колокол весом в 3300 пудов для Колокольни Ивана Великого, получивший название «Воскресенский». В 1712 году под его руководством был отлит и поднят на Царскую башню Кремля известный «Набатный» колокол, весивший около 2 тонн. Именно этот колокол впоследствии «наказала» Екатерина II за призыв к Чумному бунту.

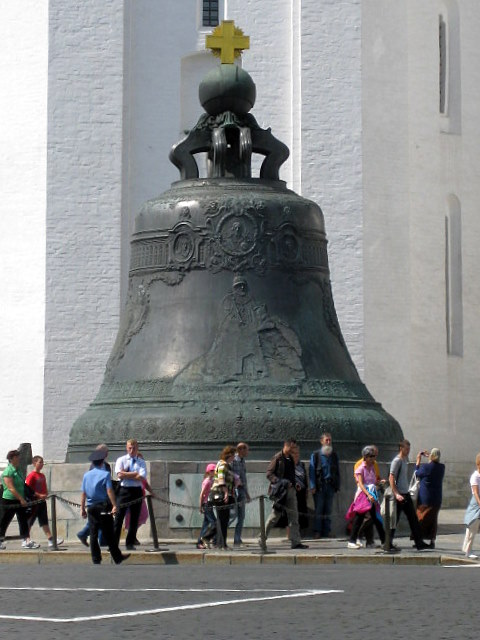
Царь-колокол

В 1720-е годы Моторин выполнял заказы по отливке колоколов для многих монастырей и храмов России, среди которых Петропавловский собор в Петербурге, Киево-Печерская лавра и Софийский собор в Киеве, Софийский собор в Вологде.
В 1730 году императрица Анна Иоанновна подписала указ, согласно которому главный колокол Руси — Успенский большой колокол, пострадавший в результате пожара 1701 года, следовало перелить с добавлением к нему ещё 2000 пудов. Эта задача была поручена Ивану Моторину, подготовившему для нового Царь-колокола проект и смету, и его сыну Михаилу Моторину. Изготовление нового колокола было связано с немалыми бюрократическими и техническими трудностями. Первая попытка отливки была осуществлена в ноябре 1734 года и окончилась неудачей. В августе 1735 года Иван Моторин, руководивший работами, скончался. Его дело продолжил сын Михаил. Работы по изготовлению Царь-колокола были завершены в ноябре того же года.